# Montrabot
Montrabot es una pequeña localidad  y comuna francesa, situada en el departamento de Mancha en la región de Baja Normandía. 

## Demografía
| 116 | 109 | 106 | 86 | 88 | 87 |
| Para los censos de 1962 a 1999 la población legal corresponde a la población sin duplicidades (Fuente: INSEE [Consultar]) |     |     |    |    |    |

(Población sans doubles comptes según la metodología del INSEE).